# Эмьен Мамбе, Жан-Сильвен
Жан-Сильвен Эмьен Мамбе (фр. Jean-Sylvain Emien Mambé; род. 16 сентября 1970, Жаквиль, Кот-д’Ивуар) — кот-д’ивуарский прелат и ватиканский дипломат. Титулярный архиепископ Потенцы Пичены со 2 февраля 2022. Апостольский нунций в Мали со 2 февраля 2022. Апостольский нунций в Гвинее с 12 ноября 2022.

## Биография
Жан-Сильвен Эмьен Мамбе был рукоположен в священники 14 декабря 1997 года в епархии Йопугона. Он получил докторскую степень в области канонического права.
1 июля 2005 года Жан-Сильвен Эмьен Мамбе поступил на дипломатическую службу Святого Престола. После обучения в Папской Церковной академии он работал в апостольских нунциатурах Анголы, Нигерии, Новой Зеландии, Испании, Чехии, Гвинеи и Мали.
2 февраля 2022 года Папа Франциск назначил его титулярным архиепископом Потенцы Пичены и апостольским нунцием в Мали.